# 第二次荒漠远征
沙漠征服（西班牙語：Conquista del desierto）也稱為第二次荒漠远征，是1878年至1885年间由阿根廷政府组织的一个军事行动，以藉由此行动将领土扩张到马普切人、兰盖尔人、德乌埃尔切人等土著人（这里指的是中西部边境的部落）控制的区域。自此，阿根廷政府的有效控制延伸到当时属于土著区的潘帕地区西部和巴塔哥尼亚地区。在此背景下，当土著人被军事力量驱逐到土著保留地时，他们被文明化、丧失了土地和身份，被展览或是被强迫劳动。
这些事件成为目前阿根廷国内广受争议，存在很多不同的看法。传统的阿根廷官方立场认为这是一场军事壮举和合法战争，是为了在其自西班牙帝国继承的领土上有效行使主权，对边界上那些土著人犯下的屠杀和抢劫罪行的回击。与官方立场相反，阿根廷政治家和记者控诉这应当被视为是阿根廷军队犯下了“反人类罪”。
马普切、兰盖尔、德乌埃尔切等土著人社会传统立场认为这是阿根廷“新印加人”（ 马普切语 “Huinca”，在马普切语里，这指的是白色的印加侵略者，历史上，印加人曾入侵马普切，印加人被视为侵略者。而白色的印加侵略者主要指西班牙帝国的白色殖民者，以及之后统治智利、阿根廷的白色人或混血人）对他们祖先土地的非法入侵。
一些阿根廷人的其他立场则是质疑阿根廷政府对待土著民族的行为、以及征服过程中的暴力、单方面强加的行为，权利得不到保障以及使大地主集团受益的目的。那些土著人社会、一部分阿根廷人和其他国籍的学者形成的最新意见认为，这是种族灭绝和有组织的种族文化灭绝。
在更广泛的历史意义上，这一历史术语还包括那些沙漠征服前的预先行动，即在1879年的大战之前，由阿根廷政府和各省政府联合进行的一些军事征讨行动，以对抗土著人。

## 背景
西班牙殖民者在16世纪来到了拉普拉塔河畔并建立了布宜诺斯艾利斯城，这直接导致了西班牙人与以彭巴人为主的当地印第安部落们的第一次对抗。
当地的印第安人们需要布宜诺斯艾利斯的腹地来养牛，并且拓荒者们对这个地方的占领还赶走了印第安人们狩猎的大多数动物。印第安人做出的回应是攻击这些城市，杀死它们的居民，释放掉或偷走农场的牛和马。作为回应，欧洲人拓殖者们建造了堡垒并保护了他们自己，挡住了频繁的攻击。
分隔殖民者的农场和印第安人的领地的边境线从布宜诺斯艾利斯向外移动。到了18世纪末，萨拉多河成为了这两个文明间的界线。许多印第安人被迫丢弃他们的部落，到白人居民的农场去工作并和他们混居在一起，如此，南美牛仔（gaucho）这种人便诞生了。
这些省份于1816年获得了独立之后，它们之间又有了许多内部的政治斗争，但是这些斗争被解决之后，它们立即有了一件紧急的活动，那就是有效地占领这个年轻的共和国所宣布占有的那些土地，并通过把新得土地提供给未来的移民们来提升国家的生产。
在1833年，布宜诺斯艾利斯省的胡安·马努埃尔·德·罗萨斯与库约地区的其他的军事统帅们联手发动了攻击，企图消灭进行抵抗的部落们，但是只有罗萨斯取得了一点成功。
与此同时，智利于1845年在麦哲伦海峡建立了蓬塔阿雷纳斯，这便威胁到了阿根廷对巴塔哥尼亚宣示主权。之后在1861年，智利开始了占领阿劳卡尼亚活动。智利在该地带的影响力逐渐增强，这便警告了阿根廷当权者们。当时在智利被打败了的马普切人与安第斯山脉东侧的那些游牧部落们有着很牢固的关系，并且他们说着同样的语言。
第二次征服沙漠的计划的决定与执行之所以被触发，可能是因为胡安·加利弗古扎和他的6000名追随者们在1872年攻击了阿尔韦亚尔将军城、五月二十五日城、七月九日城，造成300名拓荒者被杀，200000头牛被带走。
这些在攻击活动中被偷走的牛之后会通过智利人的路被带到智利，并被交换成货物。有证据表明智利当权者们对此是了解的，并且还表示了赞成。他们期望强化他们对巴塔哥尼亚领地的影响力，并期望在未来最终占领它。

## 阿尔西纳的军事活动

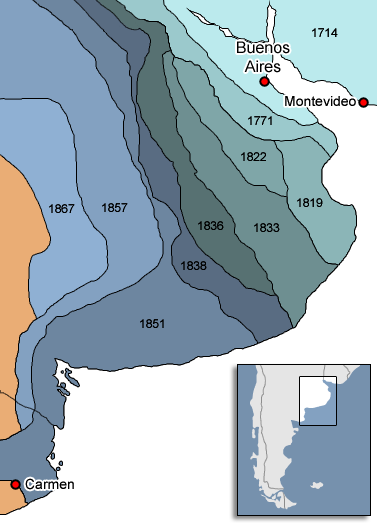
截止到阿尔西纳壕沟系统的建立的阿根廷国境变化地图

在1875年，尼古拉斯·阿韦利亚内达总统的战争部长阿道福·阿尔西纳给政府呈递了一个计划并且他之后描述其目的是“移民到沙漠，并且不消灭印第安人”。
第一步是以电报线连接布宜诺斯艾利斯与各座堡垒。之后与胡安·何塞·卡特列尔酋长的一份和平条约被签订，但是不久后，这份条约就被撕毁，胡安·何塞·卡特列尔酋长和马努埃尔·纳蒙古扎酋长及3500名战士攻击了特雷斯阿罗约斯、坦迪尔、阿苏尔，以及其他的城镇和农场。这些地方受到的攻击的惨烈程度超过了1872年的。400名拓荒者被杀，300名拓荒者被俘，300000头牛被带走。
阿尔西纳以攻击印第安人作为了回应，迫使了敌人撤回去，并使得他南下路上的那些堡垒未被摧毁，从而保护了那些被征服了的领地。他还建造了374公里长的壕沟，称之为“阿尔西纳壕沟”。这个壕沟系统在理论上将会成为一条与未被征服的领地之间的界线。这条壕沟宽3米，深2米，成为了印第安人在赶牛时的障碍。
印第安人继续从布宜诺斯艾利斯省和门多萨省南部的农场抢牛，但是他们发现要逃跑是困难的，因为这些动物会减缓他们的行进，并且他们不得不应付追赶他们的巡逻部队。
战争还在持续，而一些印第安人最终签署了和平条约，定居在了堡垒防线后面的“基督徒地区”之中。一些部落甚至还与阿根廷政府结盟，他们要么保持中立，要么为阿根廷军队而战。作为回报，他们被定期地授予牛群和食物。在阿尔西纳于1877年逝世后，胡利奥·阿根廷诺·罗卡被任命为了战争部长，并且他决定改变阿尔西纳的策略。

## 罗卡的军事活动
胡利奥·阿根廷诺·罗卡不同于阿尔西纳。他相信面对印第安人的威胁的唯一的解决方法就是消灭他们，制服他们，或者赶走他们。
我们作为一个刚健的民族的自尊心迫使我们要尽快地平定这一撮摧毁我们的财产的野蛮人。讲道理也好，动武力也好，我们一定要完成占领──以法律的名义，以进步的名义，以我们自身安全的名义，以这个共和国的最富饶、最肥沃的土地的名义。——胡利奥·阿根廷诺·罗卡，
在1878年末，罗卡开始不断而系统地攻击印第安人定居点，迈出了他的第一步：“清扫”阿尔西纳壕沟与内格罗河之间的地区。在1878年12月6日，特奥多罗·加西亚上校的普安师（División Puán）在利韦卡莱尔高地与一支战争部队发生了冲突。在一场短暂但是打得很辛苦的战斗中，50名印第安人被杀死，270名印第安人被俘虏，并且33名拓荒者被解救。
之后又发生了许多场武装冲突。而到了1878年12月，4000多名印第安人被俘，400多名印第安人被杀，150多名拓荒者被解救，15000头牛失而复得。
在1879年，罗卡带着6000名装备了新式的后膛装填雷明顿步枪的士兵迈出了他的第二步：抵达乔埃莱-乔埃尔。他在两个月内抵达了乔埃莱-乔埃尔，这期间他杀死了1313名印第安人并俘虏了15000多名印第安人。其他的部队也从别的地点出发，南下到了内格罗河与内格罗河北边的支流──内乌肯河。于是这两条河同时成为了从安第斯山脉到大西洋之间的天然边界线。这一场攻击活动导致了马普切人大规模地移民到智利的库拉雷韦与普孔一带的地区。
许多定居点被建立在了这两条河的流域里，另外还有一些被建立在了科罗拉多河畔。在海边，一些定居点被建立在了丘布特河流域的南部，并且建立者主要是威尔士殖民者。

## 最后的军事活动
罗卡在尼古拉斯·阿韦利亚内达之后成为了总统。他认为有必要尽快征服内格罗河以南的领地，于是命令康拉多·比列加斯上校发动并指挥了1881年的军事活动。
比列加斯在一年之内便征服了内乌肯省（他抵达了利迈河）。这场军事活动继续将印第安人抵抗势力推到了更南的地方，并使得对方在1884年10月18日发动了最后一战。这最后的一场起义集合了3000多人，指挥者是伊纳卡亚尔酋长和福耶尔酋长。两个月后，他们在今天的丘布特省投降了。

## 边境冲突
为了对抗阿根廷对巴塔哥尼亚的征服，智利将武器、弹药、马匹提供给了他们的印第安盟友们。在1883年1月16日，阿根廷军队的一个10人排在追击一支更大的印第安人战争部队时，在普尔马里谷遇到了一场智利士兵们准备好了的伏击，而在随后的战斗中，埃米利奥·克罗塞列斯上尉与尼古拉斯·拉斯卡诺中尉及若干名列兵阵亡。在1883年2月17日，胡安·迪亚斯中校率领一支16人的阿根廷步兵分遣队跟踪一支100到150人的印第安人战争部队。在抵达了普尔马里谷之后，他们被印第安人和大约50名智利士兵包围。尽管在数量上处于极大的劣势，但是阿根廷士兵们巧妙地战胜了攻击者，其中包括智利分遣队发起的一场刺刀冲锋。在1883年2月21日，根据阿根廷陆军少校马努埃尔·普拉多所言，150到200名装备了温切斯特步枪和马蒂尼-亨利步枪的印第安人攻击了阿根廷军队的一支在阿根廷-智利边境执行任务的分遣队，并在一场四小时的战斗中，杀死或打伤了22名阿根廷士兵，而印第安人方面则损失了大约100名战士。

## 扩展阅读
- 传记：尼古拉斯·阿韦利亚内达 费利佩·皮格纳 （西班牙文）
- 征服沙漠的经济结果 （页面存档备份，存于） 阿根廷宏观经济研究中心大学 （西班牙文）
- 阿根廷政府对巴塔哥尼亚地区的有效占领 （页面存档备份，存于） 阿根廷宏观经济研究中心大学 （西班牙文）
- 沙漠之战 互联网上的国家奥林匹克教育内容 （西班牙文）
- 不同的观点：沙漠战争 胡安·何塞·克雷斯托、奥斯瓦尔多·巴耶尔等 -埃尔奥尔蒂瓦网站 （西班牙文）

- 阿尔弗雷德·哈斯布鲁克. 征服沙漠 西班牙美洲史评论·第2期第15册 (1935年5月), 195-228页 （英文）
- 马努埃尔·普拉多: 马普切人突袭战争 1907
  - 新版: 马努埃尔·普拉多: 马普切人突袭战争(与印第安人的战争), 布宜诺斯艾利斯: 克拉里达德出版社 ISBN 978-950-620-206-4
- 征服沙漠 （页面存档备份，存于）与巴塔哥尼亚殖民结果 （页面存档备份，存于） 大英百科全书 （英文）